# Cyrtomnium
Cyrtomnium là một chi rêu trong họ Mniaceae.